# Guillaume Warmuz
Guillaume Warmuz (Saint-Vallier, 22 de maio de 1970) é um ex-futebolista e treinador de futebol francês que atuava como goleiro. Atualmente comanda o Montceau Bourgogne.

## Carreira
Em 18 anos de carreira profissional, Warmuz passou por Olympique de Marseille e Louhans-Cuiseaux, porém destacou-se no Lens, clube onde atuou por uma década. Nos Sang et Or, foram 351 jogos pela Primeira Divisão - contabilizando as Copas, foram 427 partidas. Seu ponto alto foi o título nacional em 1997-98 e a conquista da Copa da Liga em 1999. Em 2002, após vários erros que prejudicaram seu desempenho no Lens, Warmuz perdeu espaço no time titular e teve o contrato rescindido.
Contratado pelo Arsenal para suprir a ausência de Rami Shaaban (que encontrava-se lesionado), não entrou em campo pelos Gunners e ficou sem clube no restante da temporada. Voltaria ao futebol em julho do mesmo ano, ao assinar com o Borussia Dortmund também numa transferência sem custos. Em sua primeira temporada pelos Aurinegros, Warmuz disputou 17 partidas, perdendo a titularidade para Roman Weidenfeller em 2004-05, quando atuou em apenas 8 jogos.

## Volta ao futebol francês e aposentadoria
Regressou ao seu país em 2006, desta vez para jogar no Monaco. Assim como fora em sua curta passagem pelo Arsenal, Warmuz assinou para substituir Flavio Roma, que estava lesionado. Ironicamente, o goleiro também sofreu uma grave lesão que o impediu de ter sequência de jogos pelo clube do Principado. Aos 37 anos, Warmuz optou em deixar os gramados no encerramento da temporada 2006-07.

## Pós-aposentadoria
Depois que pendurou as chuteiras, Warmuz virou diretor de futebol do Gueugnon, cargo que exerceria por apenas 8 dias. Trabalhou ainda como treinador de goleiros do Auxerre e como auxiliar-técnico do Beaune antes de estrear como técnico de um clube em 2017, no Montceau Bourgogne.

## Seleção Francesa
Com passagem pela Seleção Francesa sub-21 entre 1990 e 1991, o goleiro nunca foi convocado para defender a equipe adulta dos Bleus, embora vivesse uma boa fase no Lens. Ele ainda teve 3 jogos disputados pelo time B, entre 1993 e 1994.

## Títulos
- Ligue 1: 1 (1997–98)
- Copa da Liga Francesa: 1 (1993–94, 1998–99)